# Cromosoma 22
Con il nome di cromosoma 22 si indica per convenzione il secondo più piccolo cromosoma umano in ordine di grandezza, con quasi 50 milioni di nucleotidi. Gli individui presentano solitamente due copie del cromosoma 22, come di ogni autosoma, che rappresentano oltre l'1,5% del DNA totale nella cellula.
Nel 1999 i ricercatori del Progetto genoma umano annunciarono di aver completato il sequenziamento del cromosoma. Il cromosoma 22 fu il primo cromosoma umano ad essere completamente sequenziato. Poiché i ricercatori usano differenti approcci per prevedere il numero di geni sui singoli cromosomi, le stime di questi sono variabili. In questo caso, il cromosoma 22 potrebbe contenere dai 600 agli 800 geni.

## Geni
Alcuni importanti geni localizzati nel cromosoma 22.
- TBX1: T-box 1
- COMT: gene per la catecol-O-metiltransferasi
- NEFH: neurofilamento, polipeptide pesante 200 kDa
- CHEK2: CHK2 checkpoint omologo (S. pombe)
- NF2: neurofibromina 2
- SOX10: SRY (regione determinate il sesso sull'Y)-box 10
- EP300: E1A binding protein p300
- WNT7B: famiglia del sito d'integrazione MMTV tipo-wingless, membro 7B
- SHANK3: SH3 e domini ripetuti dell'anchirina multipla 3

## Malattie
Le seguenti malattie hanno una qualche correlazione con i geni del 
- Cancro alla mammella
- Sindrome da delezione 22q11 (genetica dominante)
- Sindrome da delezione 22q13 o sindrome di Phelan-McDermid
- Sindrome di Li-Fraumeni
- Neurofibromatosi, tipo 2
- Sindrome di Rubinstein-Taybi
- Sindrome di Waardenburg
- Leucodistrofia metacromatica (genetica recessiva)
- Leucodistrofia megaloencefalica (genetica recessiva)
- Malformazioni conotroncali

## Aberrazioni cromosomiche e genomiche
Le seguenti condizioni sono causate da cambiamenti nella struttura o nel numero di copie del cromosoma 22.

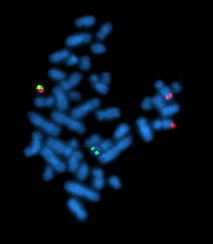
Con la tecnica della FISH è possibile individuare traslocazioni come la t9:22 che induce leucemia mieloide cronica

- Un riarrangiamento (traslocazione) tra il cromosoma 9 ed il 22 è associato a numerose leucemie del sangue. Questa anormalità, che è comunemente chiamata cromosoma Filadelfia, è riscontrabile solo nelle cellule tumorali. Il cromosoma Filadelfia è stato rinvenuto in una forma di cancro del sangue a lenta progressione chiamato leucemia mieloide cronica o CML[3], nonché in forme tumorali a più veloce sviluppo, come le leucemie acute. La presenza di questo cromosoma può portare ad una previsione della decorrenza del cancro e costituisce un target primario per le terapie molecolari (imatinib e simili).
- Sindrome da delezione 22q11. I soggetti che presentano tale malattia hanno perso circa 3 milioni di paia di basi in uno dei cromosomi 22 omologhi. La delezione avviene vicino al centromero sul braccio lungo. Questa regione contiene circa 30 geni, di cui le funzioni non sono ben conosciute. Esistono individui, in ogni caso, che presentano delezioni molto più ridotte sempre nella stessa regione. La perdita di un gene particolare, il TBX1, dovrebbe essere il responsabile di molte disfunzioni che riguardano la sindrome in questione, come ad esempio difetti cardiaci, apertura del palato (palatoschisi), distintivi tratti facciali e bassi livelli di calcio. La perdita di questo gene, tuttavia, non sembra creare problemi di apprendimento[4].
- Sindrome da delezione di 22q13 (o sindrome di Phelan-McDermid). La delezione di un segmento distale del cromosoma 22 è correlato a ritardi dello sviluppo (più o meno gravi) e ritardo mentale. Questa regione include il gene SHANK3, che pare essere la causa dei deficit mentali inerenti alla sindrome. Quasi tutti i bambini affetti dalla delezione 22q13 presentano incapacità o estrema difficoltà nel linguaggio, minore dimorfismo facciale, unghie del piede piccole e sfagliate, mani grandi e carnose, piedi grandi, orecchie prominenti e poco formate, mento appuntito, dolicocefalia (cranio allungato), blefaroptosi ed altre caratteristiche non evidenti dall'esterno come ipotonia muscolare (97%), crescita accelerata (95%), aumentata tolleranza al dolore (86%)[5].
- Altre modificazioni hanno una varietà di effetti come ritardi mentali, ritardi dello sviluppo e altri problemi medici. Alcuni di questi cambiamenti includono la trisomia parziale del cromosoma 22, la monosomia parziale, e il cromosoma 22 ad anello dovuto alla rottura delle regioni terminali dei due bracci del cromosoma e loro successivo riallacciamento.
- La sindrome degli occhi di gatto (cat-eye syndrome) è un raro disordine causato il più delle volte da un cromosoma extra detto 22 duplicato invertito, composto da parte di materiale genetico del cromosoma 22 e anormalmente duplicato. Questo DNA in più provoca i sintomi ed i segni caratteristici della sindrome degli occhi di gatto, inclusa una malformazione oculare chiamata coloboma, difetti cardiaci, disturbi epatici.
- Trisomia e monosomia totali del cromosoma 22 non sono compatibili con la vita.